# Oleria brisotis
Oleria brisotis är en fjärilsart som beskrevs av Richard Haensch 1909. Oleria brisotis ingår i släktet Oleria och familjen praktfjärilar. Inga underarter finns listade i Catalogue of Life.